# Bactrocera rubella
Bactrocera rubella är en tvåvingeart som först beskrevs av Hardy 1973.  Bactrocera rubella ingår i släktet Bactrocera och familjen borrflugor.
Artens utbredningsområde är Thailand. Inga underarter finns listade.